# Liste von Hamburger Hafenbarkassen
In der Liste von Hamburger Hafenbarkassen werden ehemalige und noch existente Hamburger Hafenbarkassen aufgeführt. Sie erhebt keinen Anspruch auf Vollständigkeit. 
| Name(n)                                                    | Nummer(n)              | Baujahr   | Bild | Einzelnachweise |
| ---------------------------------------------------------- | ---------------------- | --------- | ---- | --- |
| Adele Magdalene II Else Advocard                           | ENI 05104980           | 1923      |      | www.kdwupper.de www.binnenschifferforum.de                                                                                  |
| Adler                                                      |                        |           |      | www.alamy.com |
| Adolf Stühff Karl-Heinz                                    |                        | 1964      |      | www.luebecker-barkassenfahrt.de Dieter Schubert, Deutsche Binnenfahrgastschiffe, Berlin 2000, S. 516                        |
| Agnes Pálava                                               | H 5104070 ENI 32303028 | 1953      |      | www.binnenschifferforum.de                                                                                                  |
| Alex                                                       | H 3010                 | 1921      |      | www.binnenschifferforum.de                                                                                                  |
| Allegra                                                    | H 6069                 | 2009      |      | www.binnenschifferforum.de                                                                                                  |
| Altona H. F. L. G. HHLA                                    |                        | 1926      |      | www.museumshafen-hh.de |
| Andrea G.                                                  | ENI 05114250           | 1910      |      | www.elbdampfer-hamburg.de                                                                                                   |
| Angelika Lodding II                                        | ENI 05106500           | 1931      |      | www.binnenschifferforum.de                                                                                                  |
| Anita Marion Egerland                                      | ENI 05107440           | 1938      |      | www.binnenschifferforum.de                                                                                                  |
| Anita Ehlers                                               | H 5117260              | 2000      |      | www.schiffbilder.de |
| Ballinstadt                                                | ENI 5101090            | 1962      |      | www.elbdampfer-hamburg.de                                                                                                   |
| Biber Fromme Helene Jollenführer 6 (3)                     |                        | 1960      |      | Dieter Schubert, Deutsche Binnenfahrgastschiffe, Berlin 2000, S. 528                                                        |
| Brigitta Abicht Carl Max III Lütt Elv                      | ENI 05111190           | 1962      |      | www.binnenschifferforum.de                                                                                                  |
| Bettina Ehlers                                             | H 6070                 | 2009      |      | www.elbdampfer-hamburg.de                                                                                                   |
| Birgit                                                     |                        | 1926      |      | Dieter Schubert, Deutsche Binnenfahrgastschiffe, Berlin 2000, S. 506                                                        |
| Birgit Ehlers                                              | H 6014                 | 2006      |      | www.elbdampfer-hamburg.de                                                                                                   |
| Bubi II                                                    |                        | 1921      |      | www.abendblatt.de |
| Buenos Aires                                               | ENI 5104050            | 1964      |      | www.elbdampfer-hamburg.de                                                                                                   |
| Christa                                                    | HB 63                  |           |      | |
| Christa Glitscher                                          | ENI 05107340           | 1940      |      | www.binnenschifferforum.de                                                                                                  |
| Claudia Glitscher                                          | ENI 05113570           | 1939      |      | www.binnenschifferforum.de                                                                                                  |
| Cremon I Ingeborg Husum                                    | ENI 5100750            | 1938      |      | www.elbdampfer-hamburg.de                                                                                                   |
| Cremon II Stauerei Gerd Buss II                            | ENI 05100760 H 16384   | 1935      |      | www.binnenschifferforum.de                                                                                                  |
| Cremon III Stauerei Gerd Buss III                          | ENI 5100770            | 1949      |      | www.elbdampfer-hamburg.de                                                                                                   |
| Cremon IV Thor Nilsen II Stauerei Gerd Buss IV             | H 15876                | 1930      |      | www.binnenschifferforum.de Dieter Schubert, Deutsche Binnenfahrgastschiffe, Berlin 2000, S. 496                             |
| Cremon VI Stauerei Gerd Buss VI                            | H 15279                | 1929      |      | www.shipspotting.com |
| Cremon VIII                                                |                        | 1925      |      | Dieter Schubert, Deutsche Binnenfahrgastschiffe, Berlin 2000, S. 556                                                        |
| Cremon IX Emmy Rehr                                        | ENI 05100920 H 19273   | 1956      |      | www.binnenschifferforum.de www.elbdampfer-hamburg.de                                                                        |
| Diplomat                                                   | H 6026                 | 2008      |      | www.elbdampfer-hamburg.de                                                                                                   |
| Elise                                                      | H12397                 | 1912      |      | www.schiffbilder.de |
| Elli Geier                                                 | HB 4 H 3041            | 1923      |      | www.luehe-aue.de |
| Elsa                                                       | HB 46                  |           |      | www.elbdampfer-hamburg.de                                                                                                   |
| Elvkieker Vetter Franz Franz                               | HB 22                  | 1967      |      | www.elbdampfer-hamburg.de                                                                                                   |
| Emma                                                       |                        |           |      | www.boote-forum.de |
| Ennstal                                                    | ENI 04813530 H 6084    | 2018      |      | www.barkassen-meyer.de |
| Erica                                                      |                        | 1920      |      | www.schiffbilder.de |
| Frieda                                                     | HB 17                  |           |      | www.youtube.com bei 5.33 |
| Frieda Ehlers                                              | H 3004                 | 1926      |      | www.elbfest.hamburg |
| Gabi Glitscher                                             | ENI 04808860           | 2010      |      | www.binnenschifferforum.de                                                                                                  |
| Gaby                                                       | AB-B 104               | 1920      |      | www.svrm.de www.youtube.com                                                                                                 |
| Gebr. Wriede I                                             | ENI 05105520 HB 50     | 1963      |      | www.binnenschifferforum.de                                                                                                  |
| Gebr. Wriede II                                            | ENI 05106020           | 1930      |      | www.binnenschifferforum.de                                                                                                  |
| Gebr. Wriede III                                           | ENI 5104850            | 1958      |      | www.schiffbilder.de |
| Gerda                                                      | HB 47                  |           |      | www.alamy.com |
| Gerda 2 Gerda 2.0                                          | ENI 5107660            | 1938      |      | www.binnenschifferforum.de                                                                                                  |
| Gertrud Robbe                                              | ENI 05115990           | 1942      |      | www.binnenschifferforum.de                                                                                                  |
| Grosse Freiheit Ivonne                                     | ENI 5101200            | 1945      |      | www.hafenrundfahrt.jadebarkassen.de                                                                                         |
| Günter Ehlers                                              | H 6034                 | 2008      |      | www.hafen-hamburg.de |
| Hai                                                        | ENI 05100180           | 1959      |      | Dieter Schubert, Deutsche Binnenfahrgastschiffe, Berlin 2000, S. 512 www.schiffsverkauf.com                                 |
| Hanna Abicht                                               | ENI 04812560           | 2017      |      | abicht.de |
| Hansa                                                      | ENI 5100930            | 1954      |      | www.elbdampfer-hamburg.de                                                                                                   |
| Hansa II                                                   | H 3080 HB 41           | 1918      |      | www.elbdampfer-hamburg.de                                                                                                   |
| Hansa III                                                  | H 3488                 | 1942      |      | www.elbdampfer-hamburg.de                                                                                                   |
| Hansainvest Feine Deern Gerda III                          | ENI 05108270           | 1939      |      | www.barkassen-meyer.de www.binnenschifferforum.de                                                                           |
| Hansen Sien                                                | ENI 05102070           | 1960      |      | www.binnenschifferforum.de                                                                                                  |
| Hanseat                                                    | ENI 04807010 H 6045    | 2008      |      | www.binnenschifferforum.de                                                                                                  |
| Hans Ehlers Willy Edwin 2                                  | ENI 05104720 H 3014    | 1939      |      | www.binnenschifferforum.de                                                                                                  |
| Hedi Frau Hedi                                             | ENI 5106600            | 1961      |      | www.elbdampfer-hamburg.de                                                                                                   |
| Heike Stauerei Gerd Buss V                                 | H 3038                 | 1923      |      | www.ostufer.net www.elbdampfer-hamburg.de Dieter Schubert, Deutsche Binnenfahrgastschiffe, Berlin 2000, S. 502              |
| Hein                                                       | H 12689                | 1912      |      | Dieter Schubert, Deutsche Binnenfahrgastschiffe, Berlin 2000, S. 504 f.                                                     |
| Helga Ehlers Hans Hermann                                  | H 3048                 | 1921      |      | www.binnenschifferforum.de                                                                                                  |
| Hertha Hertha Quandt Tiger Carl Ellen                      |                        | 1921 1922 |      | Dieter Schubert, Deutsche Binnenfahrgastschiffe, Berlin 2000, S. 454                                                        |
| Hertha Abicht Onkel Fritz                                  | ENI 05100390           | 1963      |      | www.schiffbilder.de www.elbdampfer-hamburg.de                                                                               |
| Hico                                                       |                        |           |      | www.v-linke-vintage.shop open-data.bundesarchiv.de                                                                          |
| Hiltrud Ehlers                                             | H 6013                 | 2007      |      | www.binnenschifferforum.de                                                                                                  |
| Ingrid                                                     |                        |           |      | www.mopo.de |
| Iris Abicht                                                | ENI 04805830 H 6015    | 2007      |      | www.binnenschifferforum.de                                                                                                  |
| Jan Irmgard                                                | Hg 21068               | 1921      |      | |
| Jan Ehlers Postbarkasse Jan Jan Adolf 4                    | H 3016                 | 1928      |      | www.barkassen-centrale.de                                                                                                   |
| Jeffrey Kaspar Karsten Hoyer                               |                        | 1924      |      | www.berliner-verkehr.de |
| Jens Wilhelm Hemke Cäsar II Hubert                         | HB 20                  | 1922      |      | |
| Jessica Abicht                                             | ENI 05103700           | 1958      |      | www.binnenschifferforum.de                                                                                                  |
| Jette Abicht Alstertal                                     | ENI 05104940 H 3002    | 1925      |      | abicht.de www.binnenschifferforum.de                                                                                        |
| Josephine BP 2 Nordsee III                                 | ENI 05109610           | 1954      |      | www.binnenschifferforum.de                                                                                                  |
| Julchen Jollenführer 6 (4)                                 | ENI 05100370           | 1966      |      | www.binnenschifferforum.de Dieter Schubert, Deutsche Binnenfahrgastschiffe, Berlin 2000, S. 554                             |
| Käthe                                                      |                        | 1921      |      | Dieter Schubert, Deutsche Binnenfahrgastschiffe, Berlin 2000, S. 488                                                        |
| Karin Bernd                                                |                        | 1961      |      | Dieter Schubert, Deutsche Binnenfahrgastschiffe, Berlin 2000, S. 516                                                        |
| Karl August                                                | HB 49                  |           |      | www.akpool.de |
| Klaus Anita                                                | H 3060                 | 1922      |      | www.historischer-hafen-berlin.de                                                                                            |
| Kurt Abicht                                                | ENI 05113260           | 1943      |      | www.binnenschifferforum.de                                                                                                  |
| Lara Erich                                                 | H 3043                 | 1924      |      | www.binnenschifferforum.de                                                                                                  |
| Libelle                                                    |                        | 1926      |      | www.historischer-hafen-berlin.de                                                                                            |
| Lord Jan Ostermann                                         | B-CS 395               | 1955      |      | berlinerwassertaxi.de |
| Lütte Deern Clara                                          | ENI 05103260 H 3015    | 1930      |      | www.binnenschifferforum.de                                                                                                  |
| Magdalene I                                                | ENI 05103290           | 1923      |      | www.binnenschifferforum.de                                                                                                  |
| Marie Irma II                                              | H 3055                 | 1959      |      | www.binnenschifferforum.de                                                                                                  |
| Marta                                                      | ENI 05107450           | 1966      |      | www.binnenschifferforum.de                                                                                                  |
| Martina                                                    | HB 64                  |           |      | www.rtntvnews.de |
| Meeuw                                                      |                        | 1920      |      | www.boot24.com |
| Meta Möve II Meta Messmer Meta II                          | HH AG 472 BSR 8910     | 1908      |      | stiftung-hamburg-maritim.de www.stadtlandhafen.de                                                                           |
| Monika Uwe                                                 | ENI 05106160           | 1947      |      | www.elbdampfer-hamburg.de Dieter Schubert, Deutsche Binnenfahrgastschiffe, Berlin 2000, S. 504                              |
| Neßsand                                                    | H 3420                 |           |      | www.schiffbilder.de |
| Neuseenland                                                |                        | 1958      |      | www.leipzigseen.de |
| New York Günther Ralow II Medem Dora Damman & Lemens Horst | H 3054                 | 1909      |      | www.elbdampfer-hamburg.de, www.binnenschifferforum.de, Dieter Schubert, Deutsche Binnenfahrgastschiffe, Berlin 2000, S. 508 |
| Nina                                                       | ENI 05111070           | 1961      |      | www.binnenschifferforum.de                                                                                                  |
| Nordsee                                                    | H 3003                 | 1939      |      | www.binnenschifferforum.de                                                                                                  |
| Nordsee II                                                 | ENI 5109610 H 3067     | 1929      |      | www.schiffbilder.de |
| Nordsee IV                                                 | H 3069 H 15471         | 1930      |      | www.schiffbilder.de |
| Nordsee V HDW 3                                            |                        | 1960      |      | www.elbdampfer-hamburg.de Dieter Schubert, Deutsche Binnenfahrgastschiffe, Berlin 2000, S. 492                              |
| Nordsee VI BP 2                                            |                        | 1963      |      | www.elbdampfer-hamburg.de Dieter Schubert, Deutsche Binnenfahrgastschiffe, Berlin 2000, S. 492                              |
| Nordsee VII                                                | ENI 05105140 Hg 13054  | 1924      |      | www.binnenschifferforum.de                                                                                                  |
| Nordsee VIII                                               |                        | 1965      |      | www.elbdampfer-hamburg.de Dieter Schubert, Deutsche Binnenfahrgastschiffe, Berlin 2000, S. 492                              |
| Oceana III Lühe                                            | ENI 05107610           | 1957      |      | www.binnenschifferforum.de                                                                                                  |
| Olga Irmgard                                               |                        | 1954      |      | Dieter Schubert, Deutsche Binnenfahrgastschiffe, Berlin 2000, S. 514                                                        |
| Orion                                                      | H 3514                 |           |      | |
| Otto                                                       |                        | 1963      |      | www.luehrs-schifffahrt.de Dieter Schubert, Deutsche Binnenfahrgastschiffe, Berlin 2000, S. 504                              |
| Otto Abicht                                                | ENI 05108320           | 1917      |      | www.binnenschifferforum.de                                                                                                  |
| Paul Abicht                                                | ENI 04805990 H 6016    | 2007      |      | www.schiffbilder.de |
| Pauline Abicht Alsterufer                                  | ENI 05104020 H 6044    | 1931      |      | www.binnenschifferforum.de                                                                                                  |
| Pema Moritz Jollenführer 2                                 |                        | 1957      |      | Dieter Schubert, Deutsche Binnenfahrgastschiffe, Berlin 2000, S. 156                                                        |
| Peter                                                      | H 3071                 | 1939      |      | www.binnenschifferforum.de                                                                                                  |
| Peter II                                                   | H 3072                 | 1936      |      | www.binnenschifferforum.de                                                                                                  |
| Piep Hammonia II Hammonia                                  |                        | 1925      |      | www.elbetreff.de |
| Plummslucker Cremon V Jollenführer 5 Schneider Böck        | H 3097                 | 1966      |      | www.binnenschifferforum.de                                                                                                  |
| Pony                                                       | HH-AC 464              | 1911      |      | www.hafenbarkasse.de |
| Rainer Abicht                                              |                        | 2014      |      | abicht.de |
| Randolf 1 HB 30                                            | ENI 05101220 HB 30     | 1942      |      | www.binnenschifferforum.de www.hafentour-hamburg.de                                                                         |
| Ruth                                                       | ENI 05107350           | 1920      |      | www.binnenschifferforum.de                                                                                                  |
| Sabine                                                     | H 3019                 | 1913      |      | www.barkasse-sabine.de Dieter Schubert, Deutsche Binnenfahrgastschiffe, Berlin 2000, S. 500                                 |
| Senator Strom- und Hafenbau                                | ENI 5108760            | 1963      |      | www.elbdampfer-hamburg.de                                                                                                   |
| Seute Deern Bernhard Panther                               | H 05105210             | 1912      |      | www.binnenschifferforum.de                                                                                                  |
| Sönke                                                      | H 3077 H 5109500       | 1933 1941 |      | www.hafen-hamburg.de www.schiffbilder.de                                                                                    |
| Speicherstadt                                              | ENI 5109170 H 05109170 | 1922      |      | www.elbdampfer-hamburg.de                                                                                                   |
| St. Pauli Albert                                           | ENI 05612600 H 3078    | 1924      |      | www.elbdampfer-hamburg.de                                                                                                   |
| St. Pauli                                                  | ENI 5108400 H 05108400 | 1959      |      | www.elbdampfer-hamburg.de                                                                                                   |
| Suhr & Cons. II                                            |                        | 1930      |      | maritime-photographie.de |
| Sylvia Freddy                                              | BMB 48                 | 1948      |      | www.reederei-boettcher.de www.binnenschifferforum.de                                                                        |
| Tanja                                                      | ENI 05103730 H 3020    | 1937 1938 |      | hamburg-news.org www.binnenschifferforum.de                                                                                 |
| Thomas                                                     |                        | 1928      |      | Dieter Schubert, Deutsche Binnenfahrgastschiffe, Berlin 2000, S. 488                                                        |
| Thomas Ehlers Edwin Borbi Technischer Betrieb II Hanna     | ENI 05104710 H 14008   | 1925      |      | www.schiffbilder.de |
| Tiger Jollenführer 14 Schwinge                             | H 5108370 H 3081       | 1943 1948 |      | Dieter Schubert, Deutsche Binnenfahrgastschiffe, Berlin 2000, S. 512 www.binnenschifferforum.de                             |
| Til Abicht                                                 | ENI 04812570           | 2017      |      | www.hafen-hamburg.de |
| TK 3 Uhu I Elke                                            | ENI 05107590 HB 69     | 1920      |      | www.schiffbilder.de |
| Togo                                                       |                        | 1922      |      | www.barkassentraum.de www.abendblatt.de                                                                                     |
| Tokyo Hildegard                                            | ENI 5108800            | 1950      |      | www.elbdampfer-hamburg.de                                                                                                   |
| Traute                                                     |                        | 1924      |      | www.elbdampfer-hamburg.de                                                                                                   |
| Traute Abicht Witwe Bolte                                  | ENI 05100410 H 6063    | 1963      |      | abicht.de www.elbdampfer-hamburg.de                                                                                         |
| Trave                                                      |                        | 1941      |      | www.barkassen-centrale.de                                                                                                   |
| Uhu II Nordsee Carmen Heinrich Lippmann                    | ENI 05109430           | 1924 1923 |      | Dieter Schubert, Deutsche Binnenfahrgastschiffe, Berlin 2000, S. 276 www.binnenschifferforum.de                             |
| Ursula Glitscher                                           | ENI 05104930           | 1921      |      | www.binnenschifferforum.de                                                                                                  |
| Uwe Jaffa                                                  | H 3085                 | 1914      |      | www.barkassen-centrale.de                                                                                                   |
| Walter Abicht Rainer Abicht Walter-Rainer                  | ENI 05107370           | 1939      |      | www.binnenschifferforum.de                                                                                                  |
| Wede                                                       |                        |           |      | www.abendblatt.de |
| Werner I                                                   |                        | 1922      |      | Dieter Schubert, Deutsche Binnenfahrgastschiffe, Berlin 2000, S. 514                                                        |
| Zukunft                                                    | ENI 05101490 H 3088    | 1909      |      | www.binnenschifferforum.de                                                                                                  |